# Hadronemidea
Hadronemidea is een geslacht van wantsen uit de familie van de Miridae (Blindwantsen). Het geslacht werd voor het eerst wetenschappelijk beschreven door Odo Reuter in 1908.

## Soorten
Het genus bevat de volgende soorten:

- Hadronemidea echinata (Gruetzmacher & Schaffner, 1977)
- Hadronemidea esau Reuter, 1908